# Primera División de Serbia y Montenegro 2002-03
La Primera División de Serbia y Montenegro, en su temporada 2002-03, fue la 11ª edición del torneo, y la primera bajo esta denominación; el campeón fue el club Partizan de Belgrado que consiguió su 18° título en su historia.

## Formato de competición
Los mejores dieciocho clubes del país participaron en la competición y se agrupan en un único grupo en que se enfrentan dos veces a sus oponentes. Al final de la temporada los seis últimos de la clasificación son relegados y sustituidos por los cuatro mejores clubes de la Segunda Liga.

## Primera Liga
| Pos | Club                   | PJ | PG | PE | PP | GF | GC | DG  | Pts |
| --- | ---------------------- | -- | -- | -- | -- | -- | -- | --- | --- |
| 1.  | Partizan Belgrado      | 34 | 29 | 2  | 3  | 88 | 36 | +52 | 80  |
| 2.  | Estrella Roja Belgrado | 34 | 21 | 7  | 6  | 68 | 26 | +42 | 70  |
| 3.  | OFK Belgrado           | 34 | 19 | 6  | 9  | 57 | 36 | +21 | 63  |
| 4.  | Sutjeska Nikšić        | 34 | 19 | 5  | 10 | 43 | 32 | +11 | 62  |
| 5.  | Železnik Belgrado      | 34 | 18 | 8  | 8  | 56 | 37 | +19 | 62  |
| 6.  | Vojvodina Novi Sad     | 34 | 17 | 5  | 12 | 48 | 36 | +12 | 56  |
| 7.  | Obilić Belgrado        | 34 | 14 | 9  | 11 | 45 | 35 | +10 | 51  |
| 8.  | Zeta Golubovci         | 34 | 15 | 6  | 13 | 51 | 43 | +8  | 51  |
| 9.  | Hajduk Kula            | 34 | 13 | 9  | 12 | 39 | 29 | +10 | 48  |
| 10. | Zemun Belgrado         | 34 | 13 | 8  | 13 | 42 | 39 | +3  | 47  |
| 11. | FK Smederevo           | 34 | 10 | 15 | 9  | 44 | 44 | 0   | 45  |
| 12. | Radnički Obrenovac     | 34 | 11 | 11 | 12 | 35 | 41 | -6  | 44  |
| 13. | Rad Belgrado           | 34 | 11 | 10 | 13 | 39 | 43 | -4  | 43  |
| 14. | Čukarički Belgrado     | 34 | 10 | 7  | 17 | 42 | 56 | -14 | 37  |
| 15. | Javor Ivanjica         | 34 | 9  | 7  | 18 | 21 | 44 | -23 | 34  |
| 16. | Mogren Budva           | 34 | 5  | 6  | 23 | 33 | 76 | -43 | 21  |
| 17. | Rudar Pljevlja         | 34 | 4  | 6  | 24 | 19 | 62 | -43 | 18  |
| 18. | Radnički Niš           | 34 | 2  | 5  | 27 | 23 | 78 | -55 | 10  |

### Máximos goleadores
| Goles               | Jugador           | Club |
| ------------------- | ----------------- | ---- |
| Zvonimir Vukic      | FK Partizan       | 22   |
| Michael Pjanović    | Estrella Roja     | 21   |
| Miljan Mrdaković    | OFK Belgrado      | 20   |
| Bojan Brnović       | Zeta Golubovci    | 20   |
| Zoran Djuraskovic   | Zeleznik Belgrado | 15   |
| Nenad Mirosavljevic | FK Smederevo      | 15   |

## Segunda Liga
| Pos | Club                    | PJ | PG | PE | PP | GF | GC | DG | Pts |
| --- | ----------------------- | -- | -- | -- | -- | -- | -- | -- | --- |
| 1.  | Buducnost Banatski Dvor |    |    |    |    |    |    |    |     |
| 2.  | Napredak Krusevac       |    |    |    |    |    |    |    |     |
| 3.  | Borac Cacak             |    |    |    |    |    |    |    |     |
| 4.  | Kom Podgorica           |    |    |    |    |    |    |    |     |